# Escola Estadual Capistrano de Abreu
A Escola Estadual Capistrano de Abreu é uma escola em Guarulhos, fundida em 1935. 
A escola foi construída sobre um cemitério. Là eram enterrados principalmente pessoas mortas por conta da varíola. O espaço foi desativado por volta de 1880 e até se tornar uma escola permaneceu abandonado.
Em 1935, recebeu o Grupo Escolar de Guarulhos, criado em 1926. O nome atual, em referência a Capistrano de Abreu, foi dado em 1947.